# Mini Moke
Mini Moke er et køretøj, baseret på Minien (Morris Mascot) og designet til British Motor Corporation (BMC) af Sir Alec Issigonis. Navnet kommer fra "Mini" — bilen som Moken deler mange komponenter med — og "Moke", som er en arkaisk dialekt betegnelse for donkey (æsel). Moke blev markedsført under forskellige navne herunder Austin Mini Moke, Morris Mini Moke og Leyland Moke.
Det oprindelige design blev en prototype for et let militært køretøj i stil med den amerikanske Jeep, men dets små hjul og lave frihøjde gjorde det upraktisk som et terrængående køretøj. Det blev efterfølgende tilbudt i en civil version som et billigt og nemt vedligeholdt utility køretøj. Moken opnåede succes som en slags beach buggy og blev et populært 'kult' køretøj og som udlejningskøretøj til turister i Seychellerne, Australien, USA og i mange tropiske områder i Caribien. Den oprindelige Moke anvender samme motor, kraftoverføring og undervogn som Minien.
Mokes blev først bygget på Morris fabrikken i Oxford før produktionen flyttedes til BMC'S Longbridge samlelinje i Birmingham. Herefter flyttedes produktionen til Australien og dernæst til Portugal, for til sidst at blive overtaget af motorcykel fabrikken Cagiva i Italien, hvor produktionen blev indstillet i 1993.
14.500 Mokes blev produceret i Storbritannien mellem 1964 og 1968, 26.000 i Australien mellem 1966 og 1981 og 10.000 i Portugal og Italien mellem 1980 og 1993, da produktionen af Moke sluttede.

## Moke produktionen
- 1960, Austin undersøger mulighederne for at fremstille et køretøj der er let nok til at kunne blive transporteret med fly og helikopter til den britiske hær. Køretøjet skulle være robust og samtidig let. Det skulle kunne tåle at blive kastet ud med faldskærm fra fly til landsatte militære tropper.
- 1963, Første Mini Moke prototype bygges, men hæren afviser interessen for køretøjet.
- 1964 August, civil Mini Moke lanceres, baseret på et forhjulstrukket køretøj (mini) med 850 cc tværstillet motor.
- 1966, Moke produktionen overføres til Australien.
- 1968, Der ændres på flere vitale dele på køretøjet. Blandt andet forsynes bilen med 13" hjul i stedet for de små 10", som havde været en af de komponenter, som Moken arvede fra Minien. Det hæver frihøjden til 8" og motorvolumen øges til 1098cc.
- 1972, Californian Mokes produceres med 1275cc motor til det amerikanske marked.
- 1981 November, Leyland Australia standser produktionen af den australske Moke, men produktionen overføres til Portugal.
- 1992, Moke produktionen stopper i Portugal. Værktøjerne sælges til Cagiva i Italien som bygger yderligere 1500 Mokes.
- 1993, Moke produktionen indstilles helt.